# 戈特弗里德·科特曼
戈特弗里德·科特曼（德語：Gottfried Kottmann，1932年10月15日—1964年11月6日），瑞士男子赛艇运动员。他曾代表瑞士参加1960年和1964年夏季奥林匹克运动会赛艇比赛，其中1964年奥运会获得一枚铜牌。